# Mema (regione)
Mema (Méma in francese) è una regione storico-geografica dell'odierno Mali. Originariamente un regno indipendente fondato dall'etnia Soninke, fu poi una provincia e un regno costituente dei grandi imperi africani di Ghana, Mali e Songhai.

## Localizzazione
La regione è costituita da una pianura di depositi alluvionali, e si trova nel Mali centro-occidentale, a nord di Macina, a ovest del lago Debo e del delta interno del Niger e a sud-ovest della regione dei laghi. Nell'area si trovano i siti archeologici di Toladié, il cui insediamento è databile tra il 430 d.C. e il 670 d.C e Akumbu, databile tra il 400 e il 1400 d.C.

## Storia
Mema fu abitata almeno a partire dal 3800 a.C. da migranti provenienti dal Sahara in via di inaridimento. Ospitò un gran numero di villaggi dell'età della pietra, seguiti da città dell'età del ferro, molto prima del vicino insediamento di Jenné-Jeno.
Secondo le leggende locali, il regno di Mema fu fondato da Biranin Tounkara, uno schiavo o compagno di Dinga, il leggendario fondatore dell'Impero Ghana, e durante l'esistenza dell'impero Ghana fu una delle sue province più importanti. Lo storico Dierk Lange ha sostenuto che il Ghana, piuttosto che essere situato a nord-ovest del delta del Niger, era in realtà incentrato nell'area di Mema.
Dopo il crollo dell'impero Ghana verso la fine del XII secolo, Mema fu uno degli stati successori più importanti. Appare più volte nell'Epopea di Sundiata. Il tunkara (re) di Mema protegge Sundiata quando fugge dalla regione di Manden, quindi fornisce la cavalleria per aiutarlo a rovesciare il re dei Sosso Soumaoro Kante e stabilire l'Impero del Mali, all'interno del quale Mema deteneva uno status speciale e autonomo. Nel 1433 il regno riacquistò la sua indipendenza, prima di essere conquistata dall'Impero Songhai entro la metà del secolo.